# Teilhet (Puy-de-Dôme)
Teilhet ist eine französische Gemeinde (commune) mit 283 Einwohnern (Stand 1. Januar 2022) in der Region Auvergne-Rhône-Alpes (vor 2016 Auvergne) im Département Puy-de-Dôme. Die Gemeinde gehört zum Arrondissement Riom und zum Kanton Saint-Éloy-les-Mines (bis 2015 Menat).

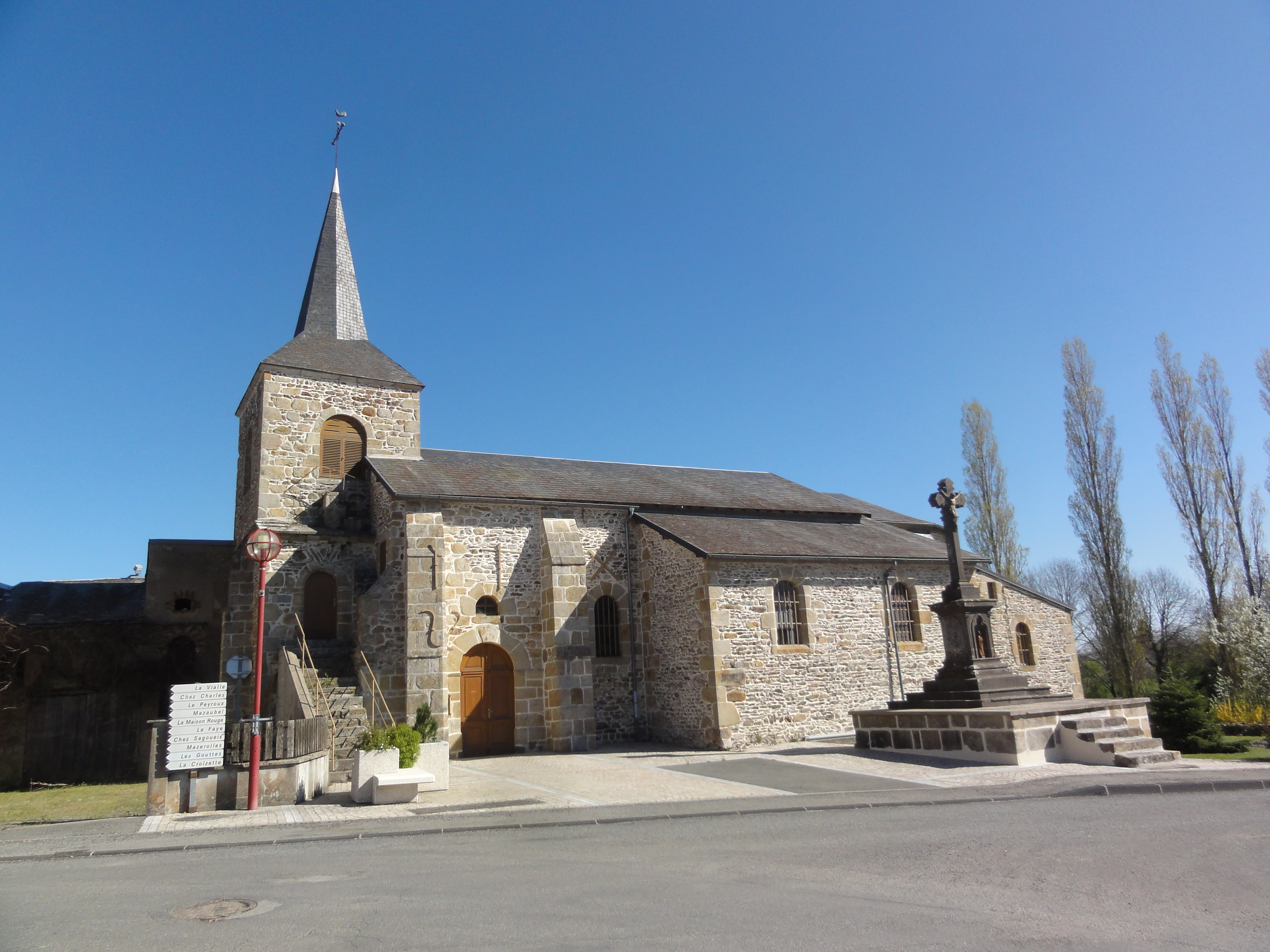
Kirche

## Lage
Teilhet liegt etwa 35 Kilometer nordwestlich von Riom. Umgeben wird Teilhet von den Nachbargemeinden Youx im Norden, Neuf-Église im Osten und Südosten, Sainte-Christine im Süden, Gouttières im Südwesten sowie Le Quartier im Westen und Nordwesten.

## Weblinks

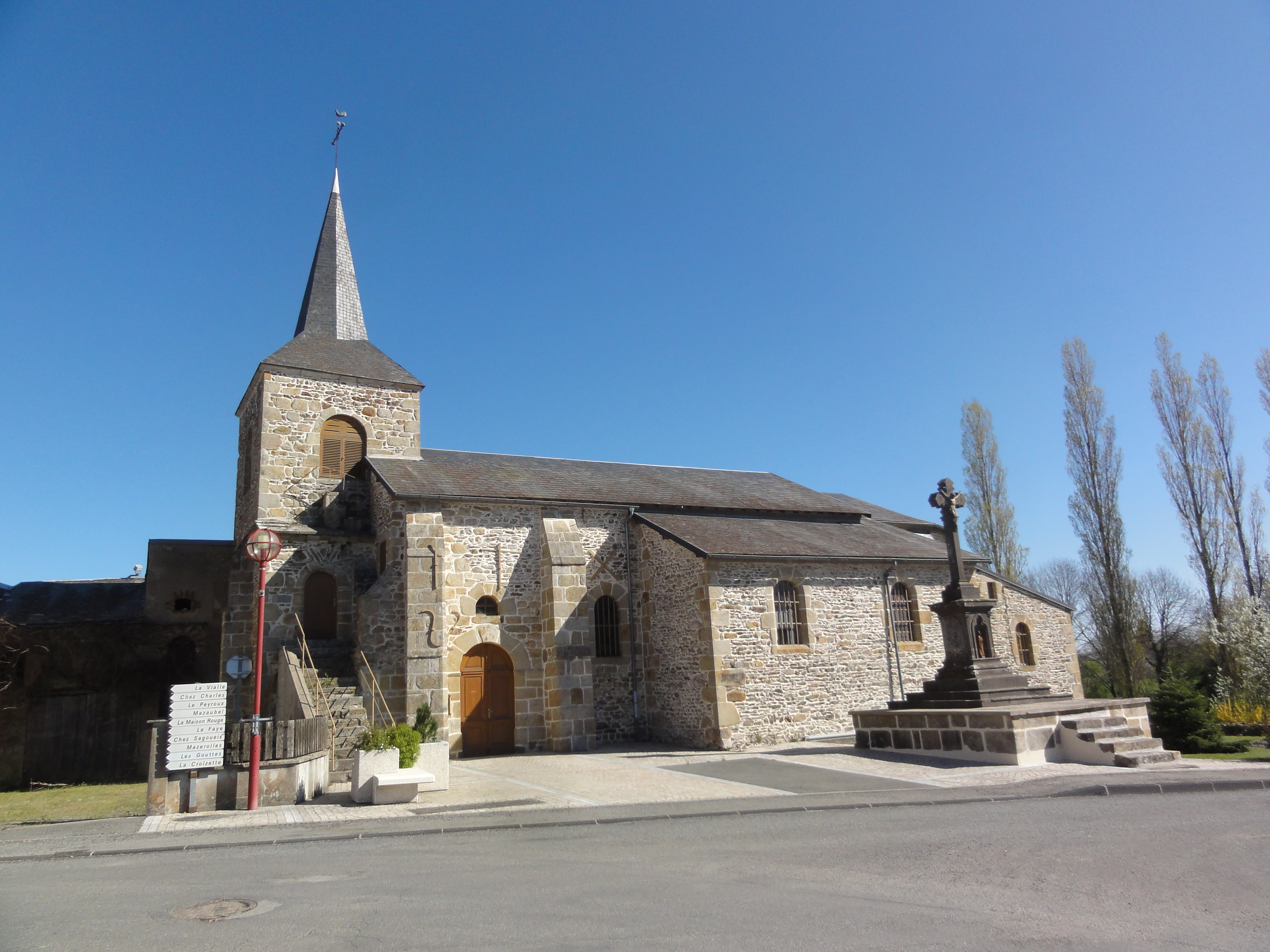
Kirche Sainte-Madeleine

## Bevölkerungsentwicklung
| Jahr                       | 1962 | 1968 | 1975 | 1982 | 1990 | 1999 | 2006 | 2013 |
| Einwohner                  | 579  | 514  | 435  | 416  | 339  | 294  | 298  | 299  |
| Quellen: Cassini und INSEE |      |      |      |      |      |      |      |      |

## Sehenswürdigkeiten
- Kirche Sainte-Madeleine